# 南亞偏蒴蘚
南亞偏蒴蘚（学名：Ectropothecium moritzii）为灰蘚科偏蒴蘚屬下的一个种。

## 扩展阅读
- 維基物種上的相關：南亞偏蒴蘚